# 饗庭村
饗庭村（あいばむら）は、滋賀県高島郡にかつてあった村。木津荘、比叡本荘の一部、比叡新荘の一部から成り立っていたが、荘域を超えた宗教的結びつきが強かった地域である。

## 歴史
- 1872年（明治5年）4月 - 森村と下吉武村が合併し、森村となる。
- 1874年（明治7年）4月 - 五十川村と上野村が合併し、五十川村となる。
- 1874年（明治7年）5月 - 針江村と小池村が合併し、針江村となる。
- 1878年（明治11年）12月 - 田井村、森村、霜降村、山形村、堀川村が合併し、旭村となる。
- 1879年（明治12年）1月 - 辻澤村、今市村、平井村が合併し、熊野本村となる。
- 1879年（明治12年）4月 - 木津村、日爪村、岡村、五十川村、米井村が合併し、饗庭村となる。
この時点で、饗庭村、熊野本村、旭村、針江村、深溝村の5村に整理統合された。
- 1889年（明治22年）5月 - 5村が合併し、饗庭村となった。
村役場は、当初饗庭村大字饗庭355番地に置かれたが、大正12年饗庭村大字饗庭字東317番地に移転された。
- 1954年（昭和29年）5月25日 - 隣接する新儀村との間に合併促進協議会が設置される。
- 1955年（昭和30年）1月1日 - 紆余曲折があったがこの日に合併が成立して新旭町となり、消滅した。